# Journal d'Hirondelle
Journal d’Hirondelle est le quinzième roman de l'écrivaine belge Amélie Nothomb, paru en 2006 chez Albin Michel. Il fit partie de la première sélection pour le prix Goncourt 2006.

## Résumé
Un jeune coursier, à l’identité inconnue, vient de subir un chagrin d’amour : « Je venais de vivre un chagrin d’amour si bête qu’il vaut mieux ne pas en parler. À ma souffrance s’ajoutait la honte de ma souffrance. ». Il ne ressent plus rien, et perd le plaisir des sens (physiologie), des émotions et de l'acte sexuel. Cherchant un moyen de retrouver ses sentiments perdus, il change d’identité, se renomme Urbain et devient tueur à gages. Il réussit alors à retrouver ce qu’il a perdu. Mais peut-on changer de vie si facilement ? Qui est cette jeune "Hirondelle" dont certains personnages veulent le journal intime,,,,.